# Кариас Андино, Тибурсио
Тибурсио Кариас Андино (исп. Tiburcio Carías Andino; 5 марта 1876, Тегусигальпа — 23 декабря 1969, Тегусигальпа) — политический деятель Гондураса, президент в 1924 году и в период с 1933 по 1949 годы.

## Биография
Тибурсио Кариас Андино в 1898 году окончил Центральный университет с дипломом юриста, преподавал право как в университете, так и для малообеспеченных детей и рабочих. В 1890-х годах Кариас стал активным членом Либеральной партии Гондураса, среди основателей которой был его отец. В 1903 году он покинул Либеральную партию и вместе с Мануэлем Бонильей основал Национальную партию.
Кариас был депутатом и губернатором департамента Кортес, сумел заручиться поддержкой военных и в 1923 году, воспользовавшись расколом в Либеральной партии, выдвинулся в президенты от Национальной партии и набрал 47 % голосов. Однако абсолютного большинства не набрал ни один из кандидатов, конгресс также не смог определиться с кандидатурой нового президента, в результате чего действующий президент Лопес Гутьеррес объявил, что продлевает срок своих полномочий ради сохранения мира. В ответ Кариас при поддержке военных занял столицу и добился назначения новых выборов. Военное вмешательство США остановило вооружённый конфликт, президентом в 1924 году стал кандидат от Национальной партии, Мигель Пас Бараона.
В 1928 году Кариас проиграл очередные президентские выборы, но победил в 1932 году. Позднее он внёс изменения в конституцию, добившись продления своих полномочий до 1949 года, фактически став диктатором. Кариас избавился от политических противников при помощи запугивания, уголовного преследования и высылки из страны. Несмотря на глобальный экономический кризис 1930-х годов, неурожай бананов и Вторую мировую войну, Кариусу удавалось поддерживать экономическую стабильность, отдавать внешние долги, строить в сельских районах дороги, школы и больницы.
Во время Второй мировой войны Гондурас был на стороне антигитлеровской коалиции. Кариас активно сотрудничал со США в выдаче укрывающихся в Гондурасе нацистов. По требованию американцев он национализировал в стране все принадлежащие немцам предприятия и передал их своим сторонникам. Под влиянием разрастающихся в стране протестных настроений Кариас пообещал уйти в отставку после выборов 1948 года. В 1954 году он вновь участвовал в президентских выборах, но проиграл их, после чего ушёл из политики.